# Le Pont-de-Planches
Le Pont-de-Planches korábbi község (település) Franciaországban, Haute-Saône megyében. 2015. december 15-én Greucourt és Vezet  községgel egyesült és La Romaine új község része lett.
Lakosainak száma 245 fő (2018. január 1.). Le Pont-de-Planches Noidans-le-Ferroux és Fretigney-et-Velloreille községekkel határos.

## Népesség
A település népességének változása:
| Lakosok száma | 185  | 153  | 135  | 132  | 169  | 225  | 202  | 521  | 242  | 245  |
|               | 1962 | 1968 | 1975 | 1990 | 1999 | 2008 | 2013 | 2016 | 2017 | 2018 |